# Alastair Reynolds
Alastair Reynolds, född 1966, är en brittisk science fiction-författare, som främst skriver inom genrerna hård science fiction och rymdopera. Han påbörjade sin författarkarriär när han arbetade som forskare på ESA. Efter att ha gett ut den mycket framgångsrika Revelation Space-trilogin 2000-2003 beslöt han sig att börja arbeta på heltid som författare 2004.

## Utbildning och verksamhet som fysiker
Reynolds växte upp i södra Wales och studerade fysik och astronomi vid Newcastle University. Han fortsatte därefter med en Ph.D. vid St Andrews University, där hans avhandlingsämne var mätningar av massiva röntgenbinära stjärnor med optisk spektroskopi. 1991 flyttade han till Nederländerna för att arbeta vid Europeiska rymdorganisationen (ESA). Han stannade vid ESA till 2004, med ett uppehåll för två år som postdoc vid Utrechts universitet.

## Författarskap
Efter att sedan unga år ha skrivit noveller som hobby, romandebuterade Reynolds 2000 med Revelation Space. Från 2004 arbetade han som författare på heltid. Han har pekat på Isaac Asimov och Arthur C. Clarke som inspirationskällor, både för sitt yrkesval och för sitt skrivande.
Flera av hans böcker utspelar sig i samma fiktiva universum som Revelation Space. I detta universum har mänskligheten expanderat till fjärran solsystem och delats upp i skilda "stammar" med olika förhållningssätt till teknologi. Demarchists är teknikoptimister som har en ständigt pågående folkomröstning via elektroniska hjärnimplantat. Conjoiners har på ett mer långtgående sätt infogat mycket teknologi i sina kroppar och sinnen, och ligger i konflikt med resten av mänskligheten. Ultras är besättningarna på rymdskeppen som utmärks av resor nära ljushastigheten vilket innebär relativitetseffekter på tiden i jämförelse med de som lever på olika planeter.
De tre böckerna Revelation Space (2000), Redemption Ark (2002), och Absolution Gap (2003) utgör en trilogi i Revelation Space-universum, där även den fristående detektivromanen Chasm City (2001) utspelar sig. Det var framgången med dessa böcker som fick Reynolds att övergå till att vara författare på heltid.